# Cmentarz wojenny w Izdebnie
Cmentarz wojenny w Izdebnie – cmentarz z I wojny światowej znajdujący się opodal wsi Izdebno w województwie lubelskim, w powiecie świdnickim, w gminie Rybczewice.
Cmentarz ma kształt prostokąta o wymiarach około 112 na 45 m. Położony jest na północ od wsi na skraju lasu w pobliżu polnej drogi. W pierwotnym założeniu składał się około 40 mogił, w tym czterech wielkich podłużnych kopców o wymiarach około 22m długości, 6 m szerokości i 2 m wysokości. Jest otoczony ziemnym rowem i wałem.
Na cmentarzu jest pochowanych kilkuset żołnierzy poległych w 1914 oraz 17 w lipcu 1915.